# Toxorhina (Toxorhina) longicollis
Toxorhina (Toxorhina) longicollis is een tweevleugelige uit de familie steltmuggen (Limoniidae). De soort komt voor in het Neotropisch gebied.